# Schulenburger Landstraße 167–225

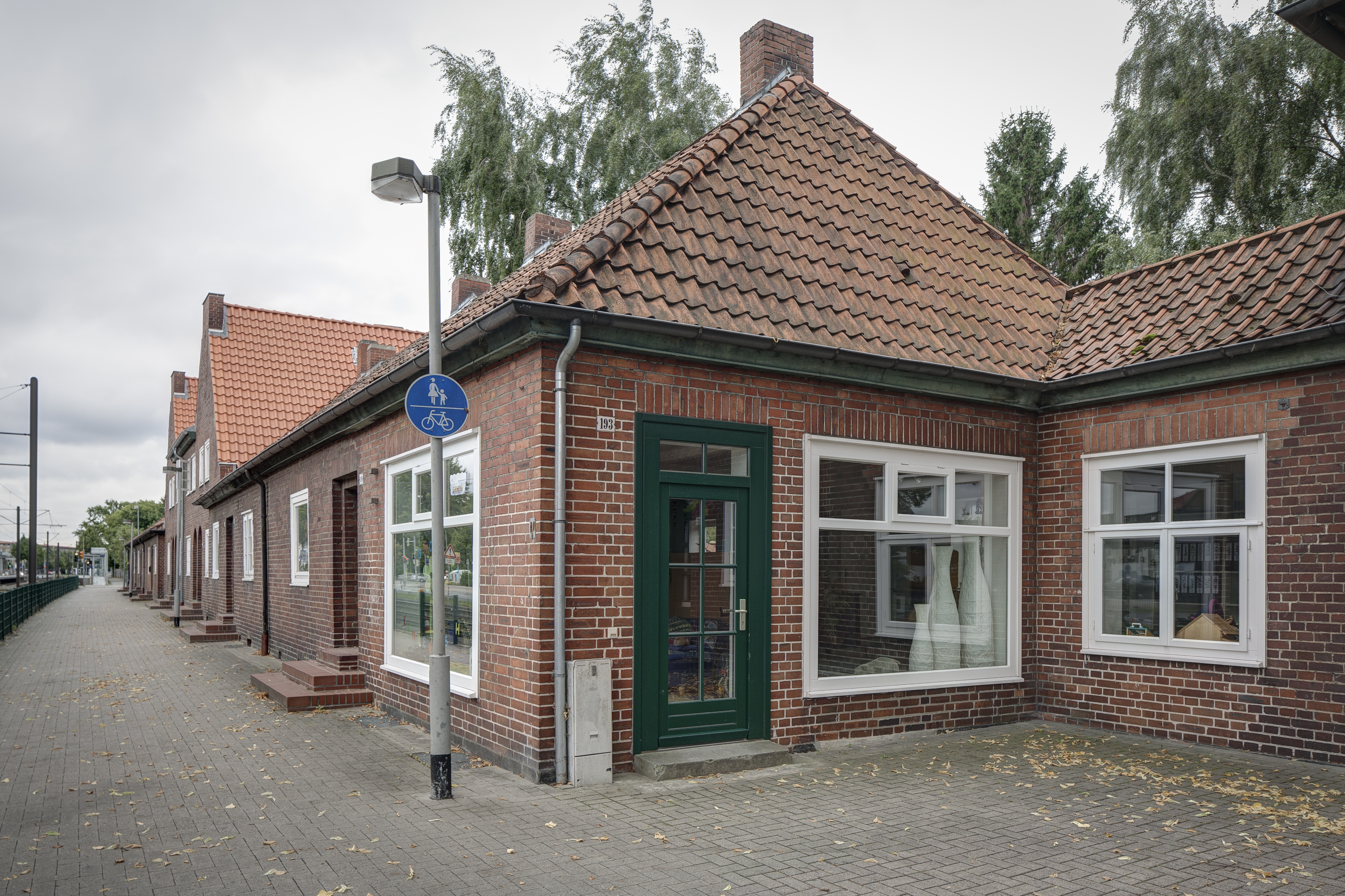
Blick vom Mittelweg auf ein Ladengeschäft am Kopf des eingeschossigen südlichen Flügels der Gesamtanlage entlang der Schulenburger Landstraße

Die Gebäudegruppe Schulenburger Landstraße 167–225 in Hannover, auch als Bedürftigenunterkunft Rote Reihe bezeichnet, wurde Anfang der 1920er Jahre im Stadtteil Hainholz als Hilfe gegen die Obdachlosigkeit ganzer Familien errichtet. Baugeschichtlich zählt die Häusergruppe zu den bedeutendsten Kleinhaussiedlungen der niedersächsischen Landeshauptstadt. Das heute denkmalgeschützte Ensemble aus Einfamilien-Reihen- und -Doppelhäusern gilt als beispielhaft für das städtische Wohnungsbauprogramm nach Plänen von Stadtbaurat Paul Wolf. Unter Einsatz vergleichsweise geringer kommunaler Geldmittel entstand „in vorbildlicher architektonischer und städtebaulicher Gestaltung“ eine städtische Kleinwohnsiedlung, deren Stallungen und Gärten ursprünglich der Selbstversorgung ihrer Bewohner dienten.

## Geschichte
Nachdem in Hannover bereits vor dem Ersten Weltkrieg nur rund 1 Prozent leerstehenden Wohnraums verzeichnet werden konnte, nahm die Wohnungsnot nach der Demobilisierung „immer bedrohlichere Formen an.“ Das nach Kriegsende gegründete städtische Wohnungsamt ließ daher anfangs unter anderem hunderte von Notunterkünften einrichten und beschlagnahmte darüber hinaus „entbehrliche Räume“ in schwach belegten Wohnungen, um in so genannten Nebenwohnungen weitere rund 2800 obdachlose Familien unterbringen zu können. Doch auch der Bau von Behelfswohnungen Ende 1918 aus hölzernem Fachwerk mit Stülpschalungen und Pappdach wie in Herrenhausen und Döhren sowie einfachste Wohnbauten wie an der Peiner Landstraße ohne Keller, Wasserleitung, Kanalisation und elektrisches Licht brachte keine nachhaltige Linderung der Wohnungsnot.
Schließlich entwickelte das Hochbauamt im Abstimmung mit der Baudeputation erste Entwürfe für Einfamilien-Reihenhäuser mit 40 m² Wohnfläche und 10 m² Stallfläche. Nachdem die Stadt Hannover nach Plänen des Stadtbaurates und Architekten Paul Wolf mit der ab Januar 1919 auf dem Gelände der ehemaligen Röhrs’schen Ziegelei in Laatzen errichteten Kleinwohnungssiedlung Laatzen eine erste Siedlung aus dauerhaft bewohnbaren Kleinhäusern geschaffen hatte, folgte nach der Flachbausiedlung im Gredelfeld in Oberricklingen und den ab Spätherbst 1921 viergeschossig errichteten Kleinwohnungen an der Spittastraße schließlich der Bau von ein- und zweigeschossigen Einfamilien-Reihenhäusern an der Schulenburger Landstraße. Die dort in Hainholz realisierten Haustypen waren dieselben wie die etwa zeitgleich errichteten Erweiterungsbauten der Siedlungskolonie in Oberricklingen.

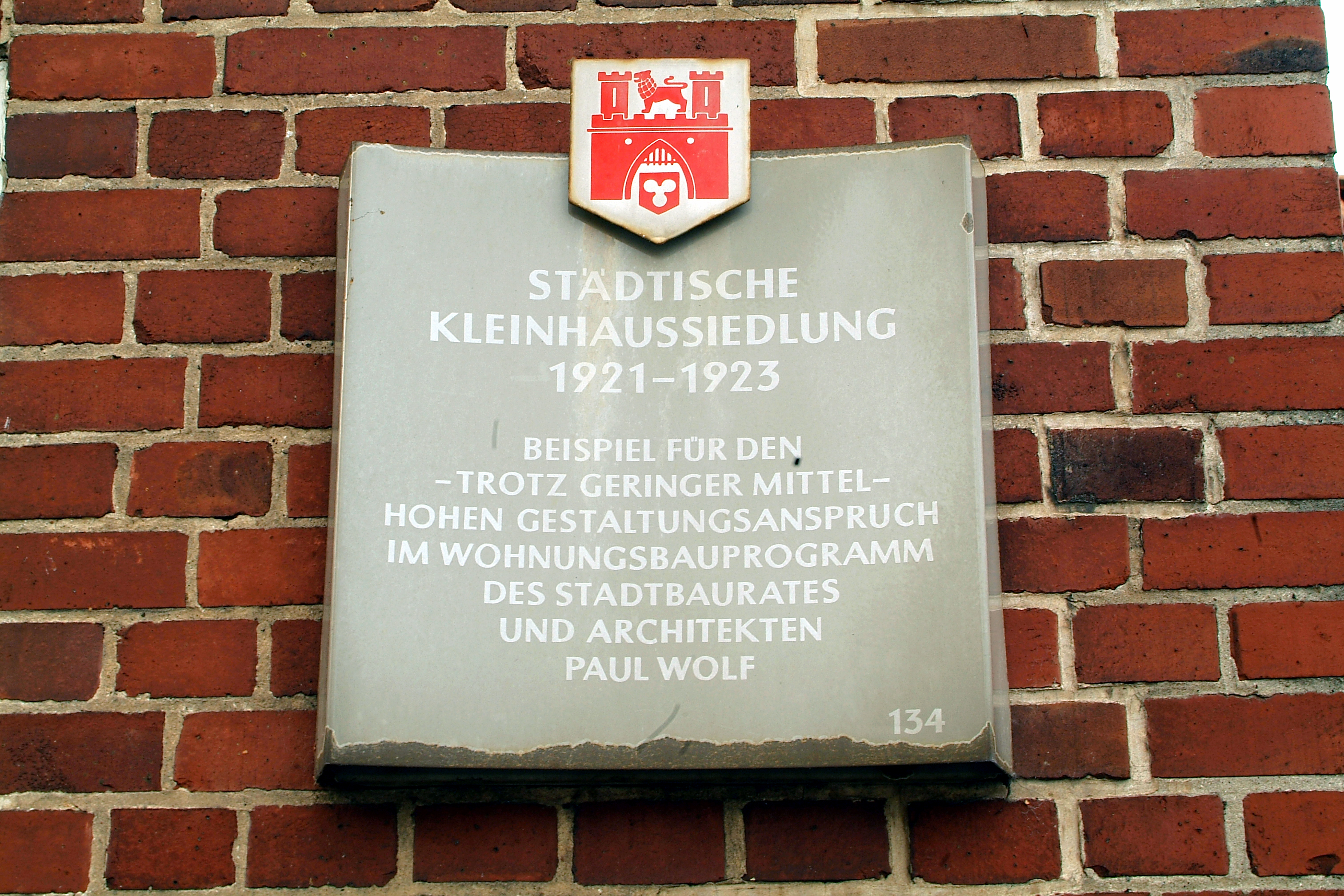
Stadttafel Nummer 134 Städtische Kleinhaussiedlung 1921–1923: „Hoher Gestaltungsanspruch“ trotz geringer Mittel

Vor allem auf Grund der seinerzeit günstigen Baulandpreise wurde schließlich auch an der Schulenburger Landstraße eine Kleinhaussiedlung errichtet; die realisierten Haustypen in Hainholz waren dieselben wie die etwa zeitgleich errichteten Erweiterungsbauten der Siedlungskolonie in Oberricklingen. Anfang 1922 befanden sich nach Plänen von Paul Wolf zunächst 46 Wohnungen in Hainholz im Bau. In der gleichen Zeit demonstrierte ein im Deutschen Architektur- und Industrie-Verlag publiziertes Foto des Baumodells sowie ein Lageplan den Gesamtkomplex, für den von Anfang an ein symmetrisch gruppierter Baumbestand auf dem mittig zurückgesetzten inneren Hof mitgedacht war. Etwa auf dem Höhepunkt der Deutschen Hyperinflation konnte die geschlossene Gesamtanlage 1923 fertiggestellt werden.

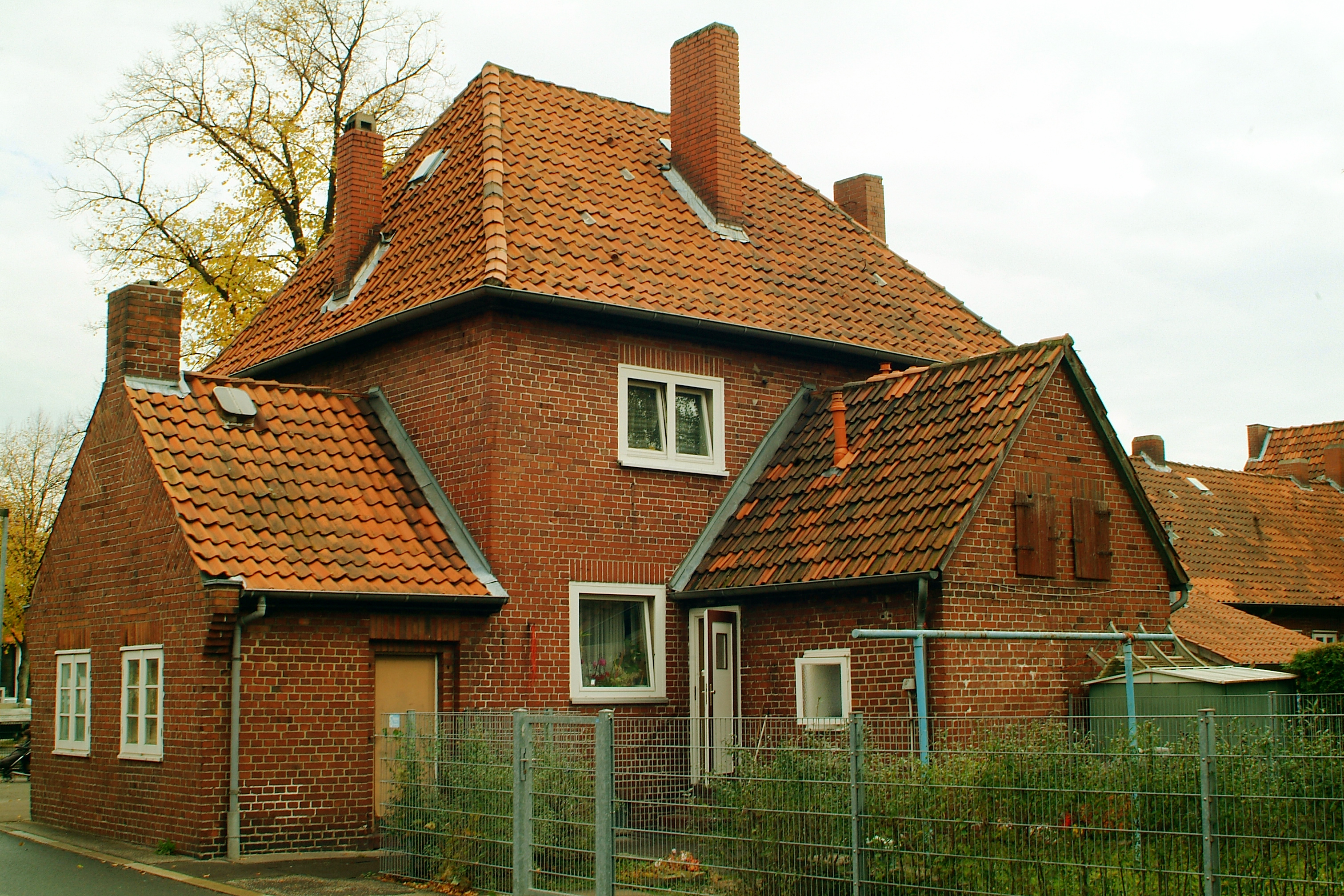
Rückwärtige Stallungen und Garten zur Selbstversorgung an einem der Kopfbauten der Straßenzeile

Ursprünglich plante Paul Wolf eine Erweiterung der städtischen Siedlung als großen dreieckigen Block mit zwei etwa gleich großen Schenkeln, wobei die Häuserzeile an der Schulenburger Landstraße die Basis bilden sollte. Auch für die noch zu erbauenden Häuser des dann nahezu gleichschenkligen Dreiecks sollten rückwärtig Stallungen und langgestreckte Gärten angegliedert werden. Doch die Erweiterung unterblieb; stattdessen errichtete Karl Elkart 1928 auf dem hinteren Teil der Kleinhaussiedlung „eine ebenfalls symmetrische Obdachlosensiedlung.“ Von dieser hat sich mindestens bis in die 1990er Jahre ein Barackenbau am Vinnhorster Weg erhalten.
Seit den 1970er Jahren war die Siedlung an der Schulenburger Landstraße „für Menschen genutzt worden, die ihre Miete nicht bezahlen konnten“.
In den 2010er Jahren kündigte die Stadt Hannover den meisten Bewohnern der Bedürftigen-Unterkunft Rote Reihe zum Zweck einer angekündigten umfassenden Gesamtsanierung. Die Verwalterin sammelte die Schlüssel für die Gartenpforten ein, Gärten und Zäune hinter den Häusern wurden komplett entfernt. Nachdem bereits ab Mitte 2019 die meisten Familien ihre Wohnungen geräumt hatten, waren Ende 2020 noch vier ältere Leute, die schon jahrzehntelang an der Schulenburger Landstraße wohnten, im Besitz einer der ehemaligen Behelfsunterkünfte. Doch saniert wurde bis dahin nicht. Die städtischen Wohnungen blieben trotz großer Wohnungsknappheit mindestens eineinhalb Jahre im Leerstand.
Am 5. Dezember 2020 besetzte die Initiative „Jetzt besetzen wir“ parallel zu einer Demonstration in der Innenstadt gegen Obdachlosigkeit mehrere Gebäude der Roten Reihe in Hainholz für kurze Zeit.

## Baubeschreibung

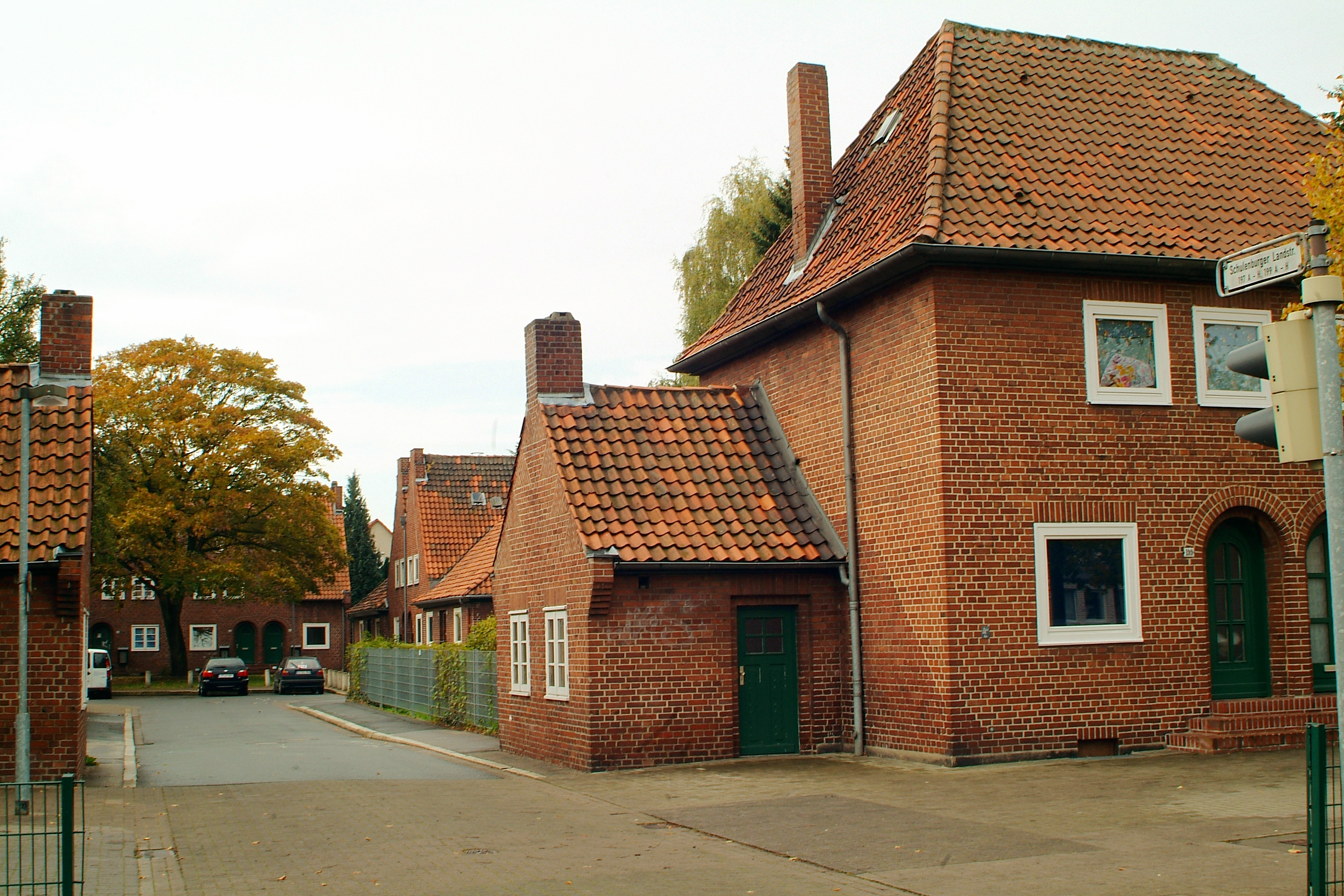
Mittelweg als Durchgang zur Hofanlage mit Baumbestand

Die bis um 1923 symmetrisch errichtete Kleinhaussiedlung an der Schulenburger Landstraße an der Einmündung Vinnhorster Weg besteht aus ein- und zweigeschossigen Ziegelsteinbauten, die sich traufständig ordnen. Dabei wird das Bild der geschlossenen Gesamtanlage durch „eine gelungene Anordnung unterschiedlicher Haustypen“ aufgelockert. Innerhalb der eingeschossigen Häuserzeile bilden zweigeschossige Bauten die Betonung, während zurückgesetzte Kopfbauten in der Mitte der Häuserzeile auf den Zugang zur Hofgruppe hinweisen. Dieser Weg erschließt eine weitere Häusergruppe, die sich im rückwärtigen Bereich dreiseitig um einen baumbestandenen kleinen Platz gruppiert. Die dortigen Doppelhäuser bestimmen sich durch jeweils hohe, sich aneinanderlegende Zwerchhäuser. Vervollständigt wird das Bild der „baugeschichtlich bedeutenden Siedlung“ durch seine Stallungen und kleinen Gärten.